# Josep Domínguez Martí
Josep Domínguez Martí (Barcelona, 1877-1942), fou un fotògraf i fotoperiodista professional. El 1924 va ingressar, per concurs, a l'Ajuntament de Barcelona. Va treballar al Departament d'Urbanització i Obres fent fotografies tècniques.
Posteriorment va començar a fer el seguiment dels actes oficials del consistori municipal. Paral·lelament la Diputació li va encarregar fotografies d'actes protocol·laris, i durant el govern de la República acompanyà el
president Francesc Macià en molts dels seus viatges per la geografia
catalana.
El 1938 treballava per al Departament de Foment i Cerimonial. També va col·laborar com a fotoperiodista en diversos diaris de l'època, com El Correo Catalán o El Día Gráfico.